# جورج إليوت
ماري آن إيفانز (22 نوفمبر 1819 - 22 ديسمبر 1880؛ (تدعى أيضًا ماري آن أو ماريان)، والمعروفة باسمها المستعار جورج إليوت)، هي روائية وشاعرة وصحفية ومترجمة إنجليزية وأحد الكتاب البارزين من العصر الفيكتوري. كتبت سبع روايات: آدم بيد (1859)، طاحونة على نهر فلوس (1860)، سيلاس مارنر (1861)، رومولا (1862–1863)، فيليكس هولت الراديكالي [الإنجليزية] (1866)، ميدل مارتش (1871–1872) ودانيال ديروندا (1876). تنحدر إليوت من مقاطعة إنجلترا مثل تشارلز ديكنز وتوماس هاردي والكثير من أعمالها الأدبية تدور أحداثها في هذه المنطقة، تشتهر أعمالها بواقعيتها وعمقها النفسي وإحساسها بالمكان وتصويرها التفصيلي للريف. وصفت الروائية فيرجينيا وولف رواية (ميدل مارش) بأنها "واحدة من الروايات الإنجليزية القليلة المكتوبة للكبار، ووصفها مارتن أميس وجوليان بارنز بأنها أعظم رواية في اللغة الإنجليزية.
اختارت إليوت اسماً قلمياً ذكورياً لأنه بحسب رأيها أرادت ان تكون واثقة من أن تأخذ أعمالها محمل الجد وكي لا يعتربها أحد ككاتبة رومنسية لمجرد أنها امرأة، رغم أن العديد من النساء كُن مؤلفات في ذلك الوقت في أوروبا ويُعتقد أيضاً انها غيرت اسمها لتبتعد عن عالم الشهرة كي لا يتطرق أحد إلى علاقتها مع الفيلسوف جورج هنري لويس [الإنجليزية] الذي كان متزوجاً في ذلك الوقت.

## حياتها
ماري آن إيفانس هي الابنة الثالثة لروبرت إيفانس وكرستينا إيفانس ولها أخ وأخت من زواج سابق لأبيها. أبدت في طفولتها ذكاءً واضحاً ونظراً لأهمية موقع والدها في المدينة سُمح لها بالدخول إلى مكتبة المدينة مما طور قدرتها إلى حد بعيد وكان من الواضح فيما بعد مدى تأثرها بالكتابات اليونانية كما كان تأثرها بالديانة كبير جداً حيث تلقت بعض تعليمها من المدرسة المعمدانية.
في عام 1836 توفيت أمها فأخذت ماري آن على عاتقها مهمة رعاية البيت لكنها أكملت تعليمها من خلال معلم خاص في البيت وعندما كانت في الواحدة والعشرين من عمرها تزوج أخيها وأخذ البيت له فانتقلت هي ووالدها للعيش في مكان آخر حيث تعرفت على تشارلز براي وتعرفت في منزله على العديد من الشخصيات الليبرالية وتأثرت بهم لكن هذا لم يبعدها عن تعلقها بالدين حيث أن أول عمل أدبي لها كان ترجمة لكتاب دايفد شتراوس (حياة السيد المسيح) 1846.
قبل وفاة والدها سافرت إلى سويسرا وبعد عودتها انتقلت لتعيش في لندن وكانت مصممة في ذلك الوقت على أن تكون كاتبة وهناك عاشت في منزل الناشر جون تشابمان الذي كان يملك صحيفة عملت هي فيها كمحررة في العام 1858 لمدة ثلاث سنوات لكن كل كتاباتها كان تنشر باسم تشابمان.
في العام 1851 قابلت الفيلسوف (جورج هنري لويس) الذي كان متزوجاً في ذلك الوقت وفي العام 1854 قررا أن يعيشا معاً بالرغم من ذلك وسافرا معاً إلى برلين وبعد عودتهما عاشا في لندن لكن بعيداً عن مجتمع الكتاب وفي ذلك الوقت قررت هي أن تتخذ الاسم جورج إليوت ونشرت أول رواية كاملة لها بهذا الاسم في العام 1859 بعنوان Adam Bede وحققت تلك الرواية نجاحاً مباشر وفوري لكن تلك الرواية أطلقت العديد من التكهنات حول هذا الكاتب الجديد لكن في النهاية وبعد فترة اعترفت ماري آن بأنها هي جورج إليوت فكان لذلك الخبر تأثير قوي على قرائها الذين صدموا بمعرفة تفاصيل حياتها الشخصية.
ستمرت ماري آن بعد ذلك بالكتابة لمدة 15 عاماً وقد نشرت آخر رواية لها في العام 1873 بعنوان Daniel Deronda وبعد نشر تلك الرواية بعامين توفي (جورج هنري لويس). لكن ماري آن لم تتوقف عن توجيه الصدمات لقرائها حيث تعرفت بعد ذلك على رجل أمريكي أصغر منها بعشرين عاماً اسمه جون والتر كروس وتزوجته في عام 1880 فكانت تلك صدمة للجميع وتوفيت بعد ذلك بأشهر حين كان عمرها 61 عاماً.

## أعمالها الأدبية

### الروايات
- آدم بيد
- The Mill on the Floss (الطاحونة على النهر فلوس)
- سيلاس مارنر
- رومولا
- Felix Holt, the Radical
- Middlemarch (مدل مارش)
- Daniel Deronda (دانيال ديروندا)

### التراجم
- حياة السيد المسيح - The Life of Jesus
- جوهر المسيحية - The Essence of Christianity

### مؤلفات شعرية
- The Spanish Gypsy
- Agatha
- Armgart
- Stradivarius
- The Legend of Jubal
- Arion
- A Minor Prophet
- A College Breakfast Party
- The Death of Moses
- From a London Drawing Room
- Count That Day Lost
- قائمة بأسماء الكتاب الإنجليز

## روابط خارجية
- جورج إليوت على موقع IMDb (الإنجليزية)
- جورج إليوت على موقع الموسوعة البريطانية (الإنجليزية)
- جورج إليوت على موقع ميوزك برينز (الإنجليزية)
- جورج إليوت على موقع إن إن دي بي (الإنجليزية)
- جورج إليوت على موقع ديسكوغز (الإنجليزية)
- جورج إليوت على موقع قاعدة بيانات الفيلم (الإنجليزية)